# Riessia naumovii
Riessia naumovii är en svampart som beskrevs av Kamyschko 1961. Riessia naumovii ingår i släktet Riessia, klassen Agaricomycetes, divisionen basidiesvampar och riket svampar.   Inga underarter finns listade i Catalogue of Life.